# Hans Jünemann
Hans-Joachim Jünemann (* 2. Februar 1926; † 5. August 2012) war ein deutscher Fußballtorwart. Für Aktivist Brieske-Senftenberg spielte er von 1953 bis 1962 in der DDR-Oberliga, der höchsten Spielklasse im DDR-Fußball.

## Sportliche Laufbahn
Sein erstes Oberligaspiel bestritt Hans Jünemann bei der Betriebssportgemeinschaft (BSG) Aktivist Brieske Ost am 1. März 1953 in der Begegnung BSG Aktivist – Rotation Babelsberg (6:1) als Vertreter des etatmäßigen Torwarts Johannes Lawecki. In den restlichen sechs Spieltagen bis zum Saisonende kam Jünemann noch sieben Mal zum Einsatz. Nachdem Lawecki im Sommer 1953 in die Bundesrepublik gegangen war, wurde Jünemann 1. Torwart der Briesker und bestritt in der Saison 1953/54 27 der 28 Oberligaspiele. Bis zur Saison 1957 (Wechsel zum Kalenderjahr-Spielrhythmus) blieb Jünemann Stammtorwart der Oberligamannschaft, die seit 1954 als SC Aktivist Brieske-Senftenberg auftrat. In der Spielzeit 1958 fehlte er zunächst im Aufgebot des SC Aktivist und bestritt stattdessen sechs Punktspiele bei der zweitklassigen DDR-Ligamannschaft der SG Dynamo Eisleben. Erst im September 1958 kehrte er nach Brieske zurück und bestritt noch sechs Oberligaspiele für den Sportclub, während vorher der zehn Jahre jüngere Karl-Heinz Bergmann im Tor gestanden hatte. Mit ihm lieferte sich Jünemann auch in der Saison 1959 einen Konkurrenzkampf, den er knapp mit 14 zu 13 Einsätzen für sich gewann. 1960 verlor Jünemann mit nur sechs Punktspieleinsätzen seinen Stammplatz endgültig an Bergmann, in den beiden folgenden Spielzeiten kam er nur noch drei- bzw. einmal zum Einsatz. Sein letztes Oberligaspiel bestritt Jünemann am 30. September 1962 beim 3:6 bei Chemie Halle. Es war sein 141. Oberligaeinsatz innerhalb von zehn Spielzeiten. Es war zugleich die letzte Oberligasaison für den SC Aktivist, denn er stieg am Saisonende ab und seine Fußballsektion wurde in den SC Cottbus überführt. Jünemann schloss sich zur Saison 1963/64 der drittklassigen Mannschaft der BSG Aktivist Brieske-Ost an, mit der er den Aufstieg in die DDR-Liga schaffte. In der DDR-Liga stand er sieben Mal im Briesker Tor. Als die BSG Aktivist nach einem Jahr wieder absteigen musste, war für den 39-jährigen Jünemann die Zeit im höherklassigen Fußball endgültig abgelaufen.